# Revúcka Lehota
Revúcka Lehota – wieś (obec) na Słowacji położona w kraju bańskobystrzyckim, w powiecie Revúca. Miejscowość położona jest nad lewym brzegiem rzeki Muráň, u południowego podnóża Gór Stolickich (Stolické vrchy). 
Pierwsze wzmianki o miejscowości pochodzą z roku 1427.
Według danych z dnia 31 grudnia 2012, wieś zamieszkiwały 322 osoby, w tym 167 kobiet i 155 mężczyzn.
W 2001 roku rozkład populacji względem narodowości i przynależności etnicznej wyglądał następująco:
- Słowacy – 95,28%
- Czesi – 1,77%
- Romowie – 1,18%
- Węgrzy – 1,47%

Ze względu na wyznawaną religię struktura mieszkańców kształtowała się w 2001 roku następująco:
- Katolicy rzymscy – 12,39%
- Grekokatolicy – 0,59%
- Ewangelicy – 51,92%
- Prawosławni – 0,59%
- Ateiści – 10,32%
- Nie podano – 2,95%